# Anneliese Maier
Anneliese Maier (* 17. November 1905 in Tübingen; † 2. Dezember 1971 in Rom, Italien) war eine deutsche Philosophin mit Schwerpunkt Wissenschaftsgeschichte.

## Biografie
Anneliese Maier war die Tochter des Philosophen Heinrich Maier (1867–1933) und seiner Frau Anna, geb. Sigwart (1870–1953), Tochter des Philosophen Christoph von Sigwart. Ihr Bruder ist Georg Heinrich Maier. Sie studierte nach dem Abitur in Heidelberg von 1923 bis 1930 Philosophie, Physik und Mathematik an der Universität Berlin. Im Jahr 1930 wurde sie in Berlin bei Eduard Spranger und Wolfgang Köhler promoviert mit ihrer Doktorarbeit über Kants Qualitätskategorien. Bis zum Tod ihres Vaters im November 1933 war sie dessen „Privatassistentin“ und unterstützte ihn bei der Fertigstellung der „Philosophie der Wirklichkeit“, deren letzten beiden Bände sie herausgab (Band 2, Die physische Wirklichkeit (1934), und Band 3., Die psychisch-geistige Wirklichkeit (1935)). Aus politischen Gründen (NS-Regime) blieb ihr eine Habilitation versagt.
Sie war zunächst für die Preußische Akademie der Wissenschaften in der Leibniz-Edition tätig. 1936 reiste sie wegen Archiv-Recherchen nach Rom. Dort arbeitete sie ab 1939 mit einem Stipendium der DFG an der Bibliotheca Hertziana, das damals Kaiser-Wilhelm-Institut für Kunst- und Kulturwissenschaft hieß, ab 1943 als Assistentin.
Von 1949 an erschien ihr Hauptwerk, die Studien zur Naturphilosophie der Spätscholastik in fünf Bänden. In den jeweiligen Einzelstudien zur Naturauffassung der Scholastik und ihrem Wandel entwirft sie auf der Grundlage erst hier erschlossener Quellen eine komplexe „Problemgeschichte“ der mittelalterlichen Philosophie der Bewegung im Ausgang von Aristoteles.
1951 bekam sie den Professorentitel an der Universität Köln und 1954 wurde sie Wissenschaftliches Mitglied der Max-Planck-Gesellschaft. Maier war Korrespondierendes Mitglied der Akademien der Wissenschaften in Mainz (1949), Göttingen (1962) und München (1966). Im Jahr 1966 wurde ihr die George-Sarton-Medaille der History of Science Society für ihre Leistungen in der Wissenschaftsgeschichte verliehen, die angesehenste Auszeichnung auf diesem Gebiet.
Die Tochter aus protestantischem Hause konvertierte 1943 zum katholischen Glauben und war seit 8. Dezember 1956 Mitglied der römischen Campo-Santo-Bruderschaft. Nach ihrem unerwarteten Tod am 2. Dezember 1971 wurde sie vier Tage später auf dem Campo Santo Teutonico in einer Grabstätte der Erzbruderschaft beigesetzt. Die Grabrede hielt Bernhard Hanssler.

## Anneliese-Maier-Preis
Seit 2011 vergibt die Alexander-von-Humboldt-Stiftung eine nach ihr benannte wissenschaftliche Auszeichnung, den Anneliese-Maier-Forschungspreis.

## Werke (Auswahl)
- Kants Qualitätskategorien, Berlin 1930 (Kant-Studien, Erg.-Heft 65).
- Die Mechanisierung des Weltbildes im 17. Jahrhundert, Leipzig 1938.
- Das Problem der intensiven Größe in der Scholastik, Leipzig 1939.
- Die Impetustheorie der Scholastik, Wien 1940.[5]
- Studien zur Naturphilosophie der Spätscholastik, in 5 Teilen, Roma 1949–1958:
  - Die Vorläufer Galileis im 14. Jahrhundert (1949)
  - Zwei Grundprobleme der scholastischen Naturphilosophie (1951)
  - An der Grenze von Scholastik und Naturwissenschaft (1952)
  - Metaphysische Hintergründe der spätscholastischen Naturphilosophie (1955)
  - Zwischen Philosophie und Mechanik. Studien zur Naturphilosophie der Spätscholastik (1958)
- Ausgehendes Mittelalter: Gesammelte Aufsätze zur Geistesgeschichte des 14. Jahrhunderts, in 3 Teilen, Roma 1964–1977.